# Wasilij Denisow
Wasilij Iwanowicz Denisow (ros. Василий Иванович Денисов, ur. 1 stycznia 1862 w Zamościu, zm. 1 maja 1922 w Siergijew Posad) – malarz rosyjski, scenograf, symbolista.
Studiował muzykę w klasie rogu w Warszawskim Instytucie Muzycznym. W wieku trzydziestu lat przeniósł się do Moskwy, gdzie został zaangażowany do orkiestry prywatnej opery Sawwy Mamontowa. W tym czasie zainteresował się malarstwem i po studiach w pracowni Konstantego Korowina od roku 1896 uczestniczył w wystawach malarstwa. W roku 1903 przyłączył się do grupy Świat Sztuki. Pozostawał pod wpływem twórczości Michaiła Wrubla. 
W roku 1919 zamieszkał w Lipiecku, od roku 1921 w Siergijew Posadzie.
Tworzył scenografie dla teatrów w Moskwie i Petersburgu.

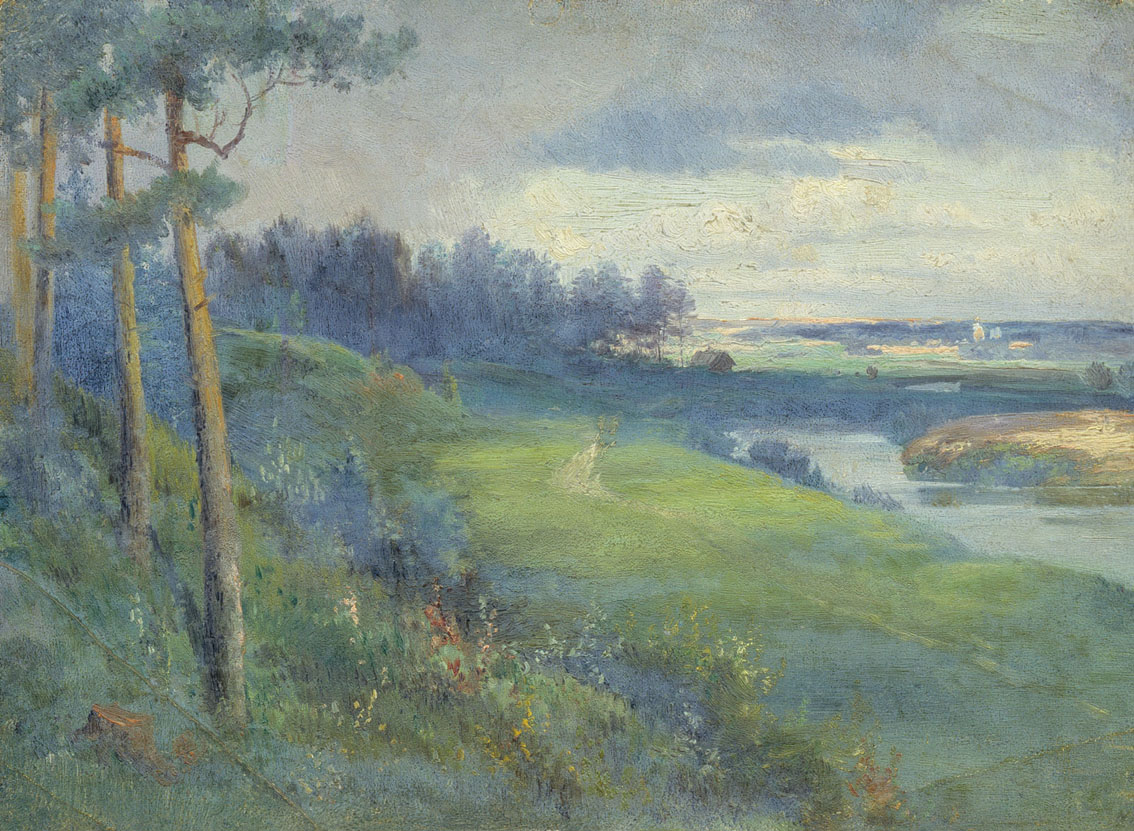
Sosny i rzeka
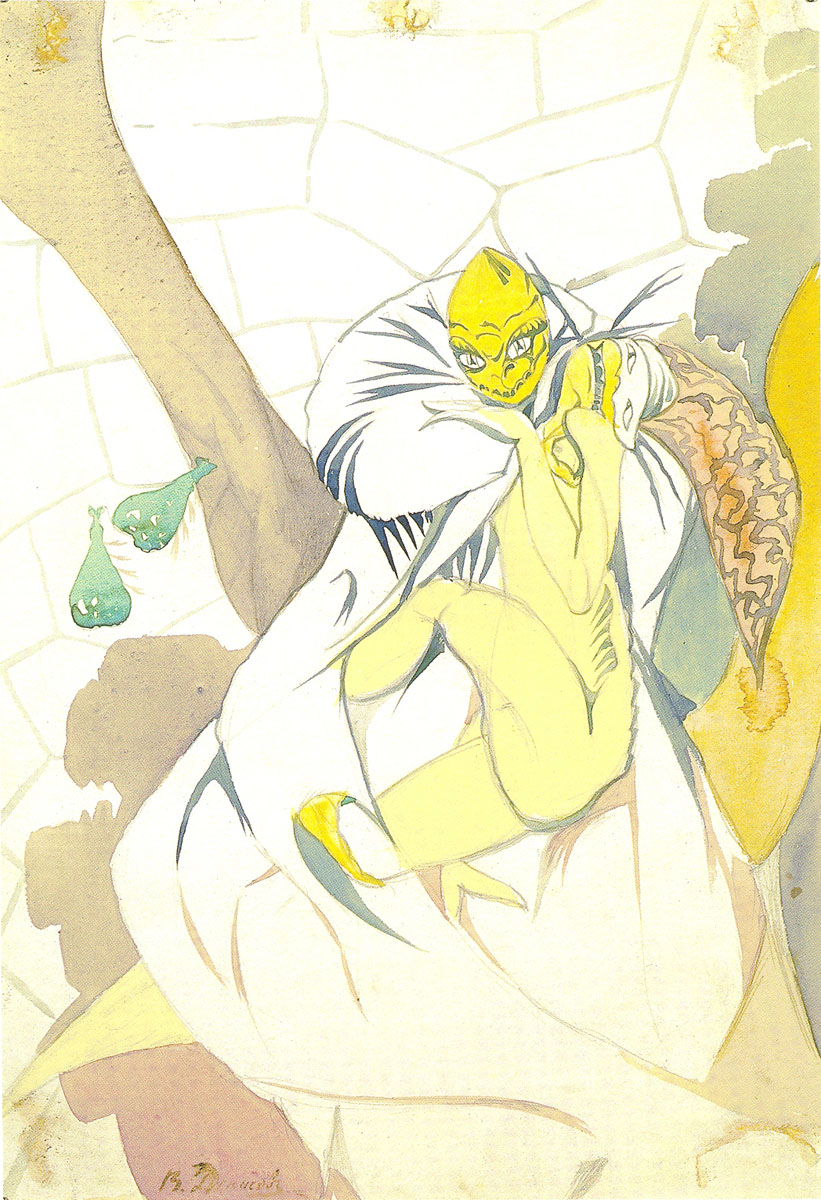
Uściski w maskach (akwarela)
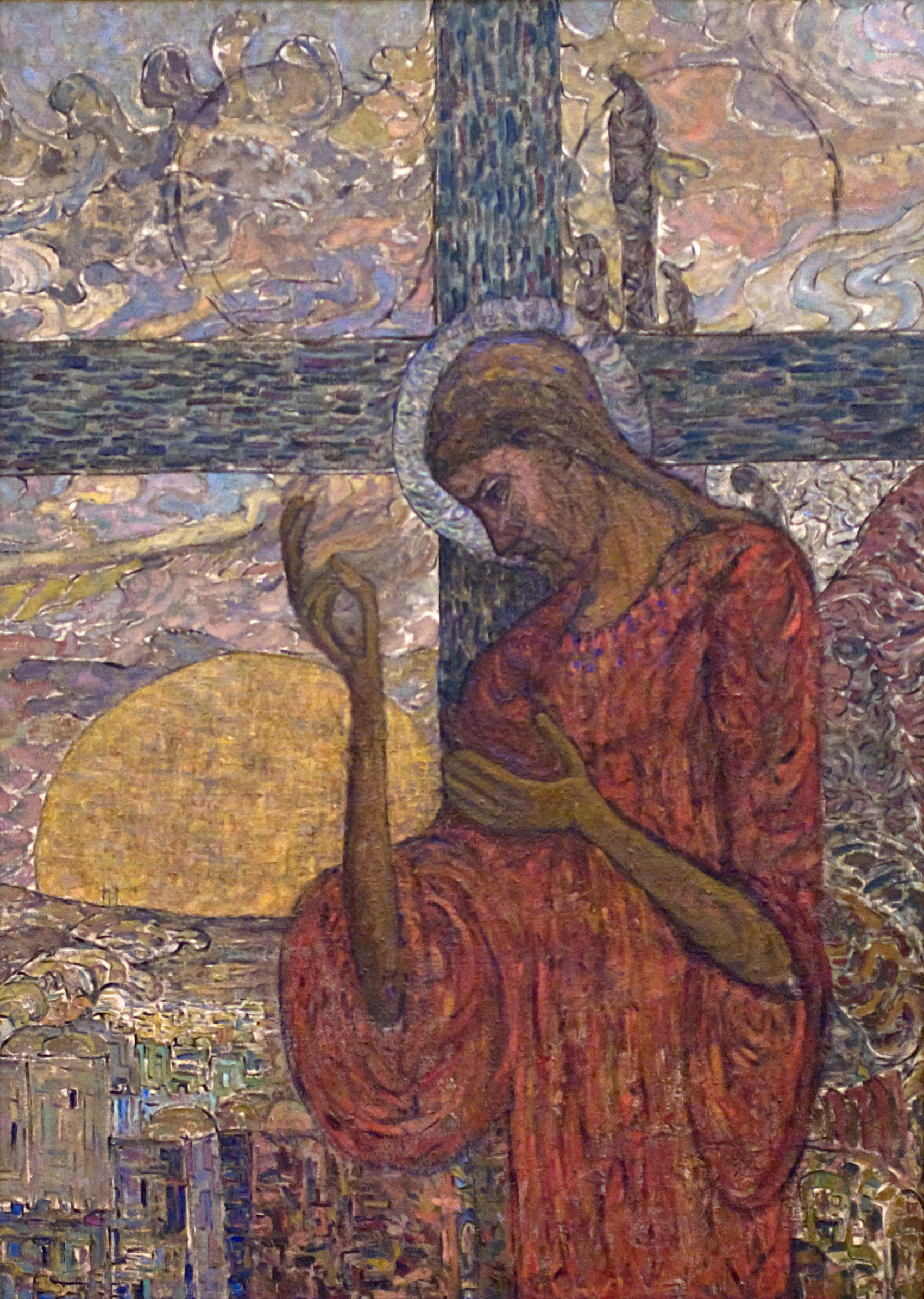
Smutek (Giotto) (1904)
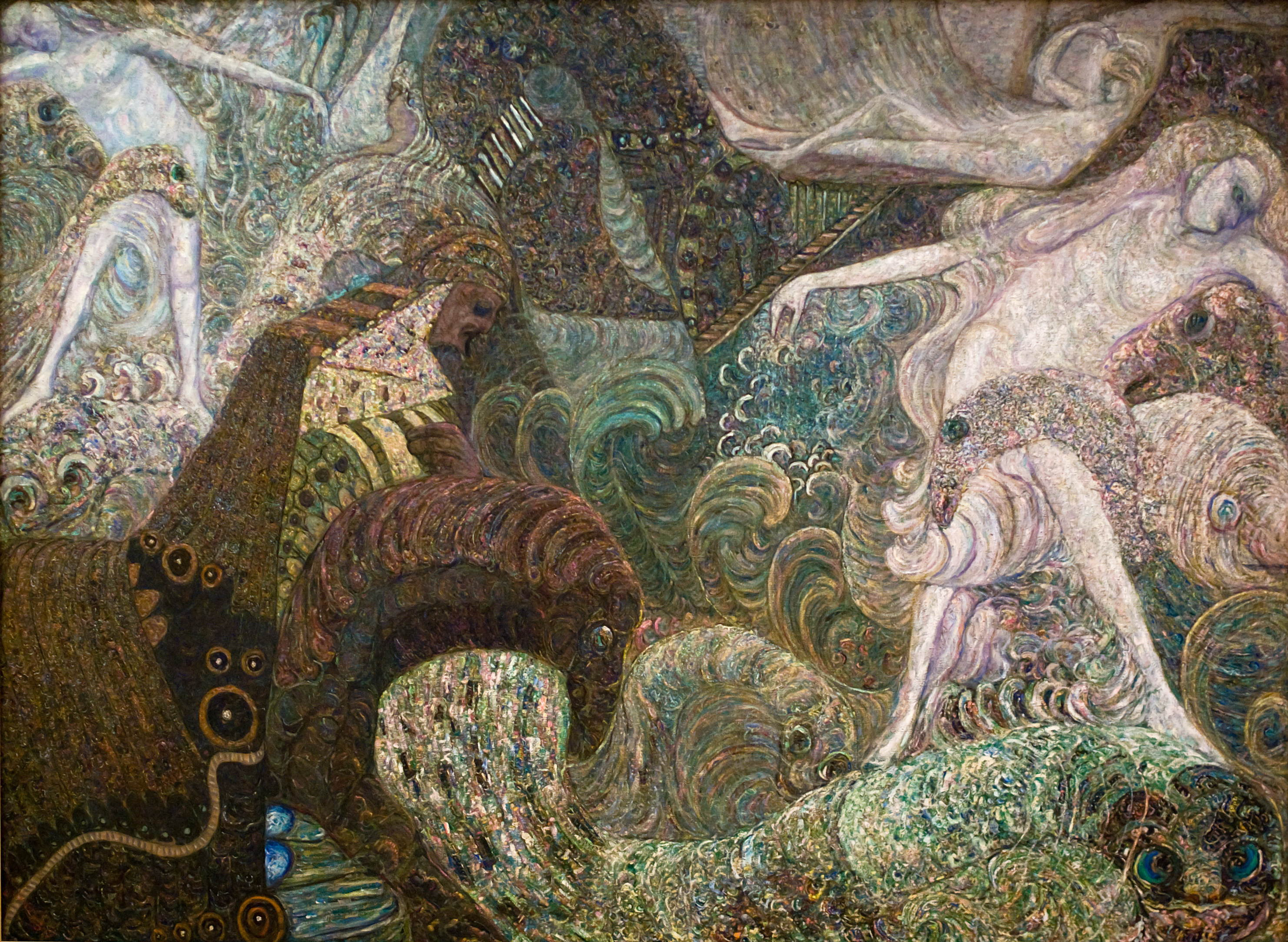
Dno morskie (1907)